# セロアネ・ツォアエリ
セロアネ・ツォアエリ（Tsoaeli Selloane、1977年7月10日- ）は、レソトの女子陸上競技選手。専門は短距離走、走高跳、七種競技。
2010年にケニアのナイロビで開催されたアフリカ陸上競技選手権大会で走高跳種目金メダルを獲得している。

## 自己ベスト
- 100m - 13秒29 (2007年8月26日、大阪市)
- 走高跳 - 1m79 (2011年4月16日、レデュイ)
- 七種競技 - 5588点 (2011年9月14日、マプト)